# Institut Yunus-Emre
Ne doit pas être confondu avec Yunus Emre.
L’institut Yunus-Emre (en turc : Yunus Emre Enstitüsü) est une fondation turque fondée en 2007. Elle a pour mission la diffusion et l'enseignement à l'étranger de la langue, de la culture et des arts turcs.

## Fondation et organisation
L'institut Yunus-Emre est fondé le 5 mai 2007 par la loi n°5653. Il fait référence au poète et philosophe soufi Yunus Emre (1238-1321).
Il a pour mission d'« assurer la fondation et le fonctionnement de centres culturel à l'étranger pour diffuser et faire connaître la Turquie, son patrimoine culturel, sa langue, sa culture et ses arts, développer les échanges culturels et l'amitié avec d'autres pays avec la Turquie. »
Le réseau devient fonctionnel en 2009. En 2016, l'Institut Yunus-Emre compte 45 centres sur 4 continents et projette pour 2023 la gestion de 100 sites.

## Identités visuelles

Logos d'institut Yunus Emre
Logo avant 2016.
Logo en 2016.